# Frédéric Demontfaucon
Pour les articles homonymes, voir Demontfaucon.
Frédéric Demontfaucon, né le 24 décembre 1973 au Creusot (Saône-et-Loire) est un judoka français.

## Présentation
Petit dernier d’une famille de trois enfants, passe son enfance à Avallon où sa rencontre décisive avec le judo se fera à l’âge de cinq ans et demi. Il se découvre très vite une passion dévorante pour ce sport, n’hésitant pas à enchaîner tous les entraînements au cours d’une même soirée.
Les rencontres avec les Champions à Paris, Fabien Canu, M. Alexandre nourriront ses ambitions.[style à revoir]
Après l’obtention de son Bac E à la deuxième tentative, il entame son cursus Universitaire à l’UFR STAPS de Dijon. Mais dès l’année suivante, en raison de sa 3e place aux Championnats de France Juniors, il intègre l’INSEP.  En 1995, il fait sa première grande expérience internationale : les Championnats du Monde à Chiba (Japon). Il finit alors 5e, contre toute attente, manquant de peu le podium face à Nicolas Gill (CAN) futur coéquipier l’année suivante au PSG.
En 1996, il est écarté de la course olympique.
Il se blesse en 1997 et 1998 : ligaments croisés du genou gauche puis droit. Il en profite pour entamer des études de kinésithérapie.
Il devient alors pour la première fois champion de France 1re division en 1998, puis 1999, 2000 et 2001.
En 2000, il est médaille de bronze remportée en judo aux Jeux olympiques de 2000.
La consécration viendra l’année suivante aux Championnats du monde de Munich (ALL) où il décroche la première place dans la catégorie des -90 kg.
Après un passage au Stade toulousain Judo, il est licencié dans l'Essonne, à Sainte Geneviève Sport.
Il est élu sur la liste "Pour le Judo" emmenée par Stéphane Nomis, lors du renouvellement de l'équipe dirigeante de la fédération FFJDA pour l'olympiade 2020 2024. Il lance une enquête sur le vécu des professeurs de judo, titulaires d'un diplôme d'état (CQP, BPJEPS, DEJEPS et DESJEPS) Il est nommé Directeur de l’enseignement en août 2021.
Frédéric Demontfaucon est reconnu comme un grand expert d'une Technique de projection Sutemi(sacrifice) : Yoko-Tomoe-Nage.
- Grade : Ceinture Blanche-rouge 7e DAN (2014)[4].

## Palmarès
- 1993 :
  - 3e aux Championnats de France juniors
- 1994 :
  - 1er aux Championnats du Monde universitaires par équipes
  - 3e aux Championnats de France « Excellence »
  - 3e aux Championnats du Monde universitaires
- 1995 :
  - 5e aux Championnats du Monde de Chiba
- 1996 :
  - 1er aux Championnats d'Europe par équipes
  - 3e aux Championnats de France 1re division seniors
  - 2e aux Championnats du Monde universitaires
- 1997 :
  - 2e aux Championnats d'Europe par équipes
- 1998/1999 :
  - 1er aux Championnats de France 1re division seniors
- 2000 :
  - 1er au Tournoi International de la Ville de Paris
  - 5e aux Championnats d'Europe
  - 3e aux Jeux olympiques de Sydney
  - 1er aux Championnats d'Europe par équipes
- 2001 :
  - 1er aux Championnats de France 1re division seniors
  - 2e au Tournoi International de la Ville de Paris
  - 3e aux Championnats d’Europe de Paris
  - 1er aux Championnats du Monde de Munich
  - 1er aux Championnats de France 1re division seniors
- 2002 :
  - 2e aux Championnats de France 1re division par équipes
  - 3e aux Championnats de France 1re division seniors
- 2003 :
  - 1er des championnats de France U100
  - 3e des championnats de France U90
- 2004 :
  - 1er des championnats de France U100
  - 2e du tournoi Super World Cup de Paris (FRA) U90
- 2005 :
  - 2e des championnats de France U90
- 2006 :
  - 3e des championnats de France U90
  - 3e du tournoi Super World Cup de Paris (FRA) U90
  - 5e aux championnats de France 1e division par équipes de Châlon-sur-Saône
  - 3e aux championnats du monde par équipes de paris
- 2007 :
  - 3e des championnats d'Europe U100 de Belgrade
  - 1er des championnats de France U90
  - 1er du Tournoi World Cup de Budapest (HUN) U90
  - 1er du tournoi World Cup de Bakou (AZE) U100
  - 3e du tournoi Super World Cup de Rotterdam (NED) U100
  - 5e aux championnats de France 1e division par équipes de Laval
- 2009 :
  - 1er aux championnats de France 2e division par équipes de Paris
  - 3e aux championnats de France 1e division par équipes de Paris

## Voir Aussi